# Toxicity (singel)
Toxicity är en singel från 2002 av den amerikanska metalgruppen System of a Down. Låten gick tidigare under arbetsnamnet "Version 7.0 (Toxicity)", men detta ändrades innan albumet släpptes. "Toxicity" är nedladdningsbar till spelet Rock Band och finns även med i spelet Guitar Hero: Metallica. Låten hamnade på plats 14 på VH1:s lista 40 Greatest Metal Songs och kom på plats 53 på Y2KROQ Top 200 Songs of the Century. Bandet Parokya ni Edgar har gjort en cover av denna låt med namnet "The Ordertaker", som är en sammanslagning av denna låt och "Chop Suey!", och den finns med på deras album Halina sa Paroky.

## Låtlista
Alla låtar är skrivna och komponerade av System of a Down, om inte annat anges. 
| Nr | Titel                      | Längd |
| -- | -------------------------- | ----- |
| 1. | Toxicity                   | 3:39  |
| 2. | X (Live-version)           | 3:02  |
| 3. | Suggestions (Live-version) | 2:43  |
| 4. | Marmalade                  | 2:59  |
| 5. | Toxicity (Musikvideo)      | 3:43  |

| 1. | Toxicity                   | 3:39 |
| 2. | X (Live-version)           | 3:02 |
| 3. | Suggestions (Live-version) | 2:46 |
| 4. | Sugar (Musikvideo)         | 3:29 |

| 1. | Toxicity                   | 3:42 |
| 2. | X (Live-version)           | 3:05 |
| 3. | Suggestions (Live-version) | 2:46 |
| 4. | Toxicity (Musikvideo)      | 3:43 |

| 1. | Toxicity              | 3:42 |
| 2. | Marmalade             | 3:02 |
| 3. | Metro (John Crawford) | 3:01 |

| 1. | Toxicity         | 3:39 |
| 2. | X (Live-version) | 3:02 |

| 1. | Toxicity | 3:38 |

| 1. | Toxicity |  |
| 2. | Storaged |  |